# Anxo Rei Ballesteros
Anxo Rei Ballesteros (Codeso, Boqueixón, 1952- Vigo 2008) fou un escriptor gallec resident al Concello dá Pobra do Caramiñal.
Llicenciat en dret per la Universitat de Santiago de Compostel·la, la seva primera novel·la va aparèixer el 1977 amb el títol Dos anxos e dos mortos, en què exposa la crisi identitària de la joventut gallega del moment. Aquesta novel·la assenyala la transició entre la narrativa gallega de postguerra i el posfranquisme. Aqueix any el seu conte Querido Brais va ser premiat en el concurs del Pedrón de Ouro i editat en el volum col·lectiu corresponent a 1977. El 1992 va aparèixer la seva novel·la Loaira, que també recrea el període final de la dictadura franquista a Compostel·la, i que va aconseguir el Premi Losada Diéguez, i el 1998 el seu llibre de relats A ombra dels teus somnis. L'any 2005 va publicar la novel·la Non sei cando nos veremos.
El 1987, el grup de teatre Malbarate estrenà la seva peça teatral Xogos de damas, a Santiago de Compostel·la. La peça va ser editada l'any següent. També és autor de la versió d'A voz humana de Jean Cocteau, que va ser estrenada el 1991 sota la seva direcció.
Molt preocupat per la filosofia, ha publicat algun assaig com A outra memoria, que va aparèixer el 1989.
Va publicar alguns assajos sobre art en catàlegs com els dedicats al pintor Antonio Mir, i també alguns articles periodístics.